# 票決
| ウィキペディアには「票決」という見出しの百科事典記事はありません（タイトルに「票決」を含むページの一覧/「票決」で始まるページの一覧）。 代わりにウィクショナリーのページ「票決」が役に立つかもしれません。 |